# フランク・ルーク
フランク・ルーク・ジュニア（Frank Luke Jr., 1897年5月19日 - 1918年9月29日）は、第一次世界大戦で活躍したアメリカ合衆国のエース・パイロットである。

## 経歴
1897年5月19日、アメリカのアリゾナ州フェニックスでドイツ系移民の家庭に生まれる。
1917年9月、アメリカ陸軍航空部に入隊しパイロットの訓練を受けた後、1918年3月に少尉任官しフランスへ。同年7月に第27飛行隊に配属され、サンミエール方面での作戦に参加した。
9月12日、ドイツ軍の観測気球を撃墜して初戦果を記録する。14日には気球2機を撃墜し15日にも3機を落としてエースの仲間入りを果たす。勢いは止まらず16日に気球2機（1機は共同撃墜）、18日は気球2機(いずれも共同撃墜)と敵機3機を撃墜したが、同日の空戦で親友のジョセフ・フランク・ウェーナーが撃墜され戦死する。気落ちしたルークは休暇を付与されたが、早めに切り上げて戦場へと戻った。ムーズ・アルゴンヌ攻勢が始まった9月26日に航空機1機、28日に気球1個を撃墜して迎えた9月29日、ルークはヴェルダン付近の気球3個を撃墜後行方不明となる。
戦後の1919年1月、フランスのムルボー(Murvaux)でアメリカ人パイロットの墓が見つかり、ルークのものと判明した。
ルークは気球撃墜後更にドイツ機2機を撃墜して不時着したが、駆けつけたドイツ兵からの降伏勧告を拒否し、拳銃で戦って戦死した。
上記の経緯が明らかとなり、1919年5月、名誉勲章の授与が決まった。ルークは第一次世界大戦のアメリカ陸軍航空部での受章者第一号となった。彼の撃墜数は気球14機航空機4機の合計18機で、エディ・リッケンバッカーに次ぐ第二位である。

## 搭乗機種
- 乗機はスパッド13であったが、機銃の片方を焼夷弾発射用のものに換装していた。